# Salomo III van Konstanz

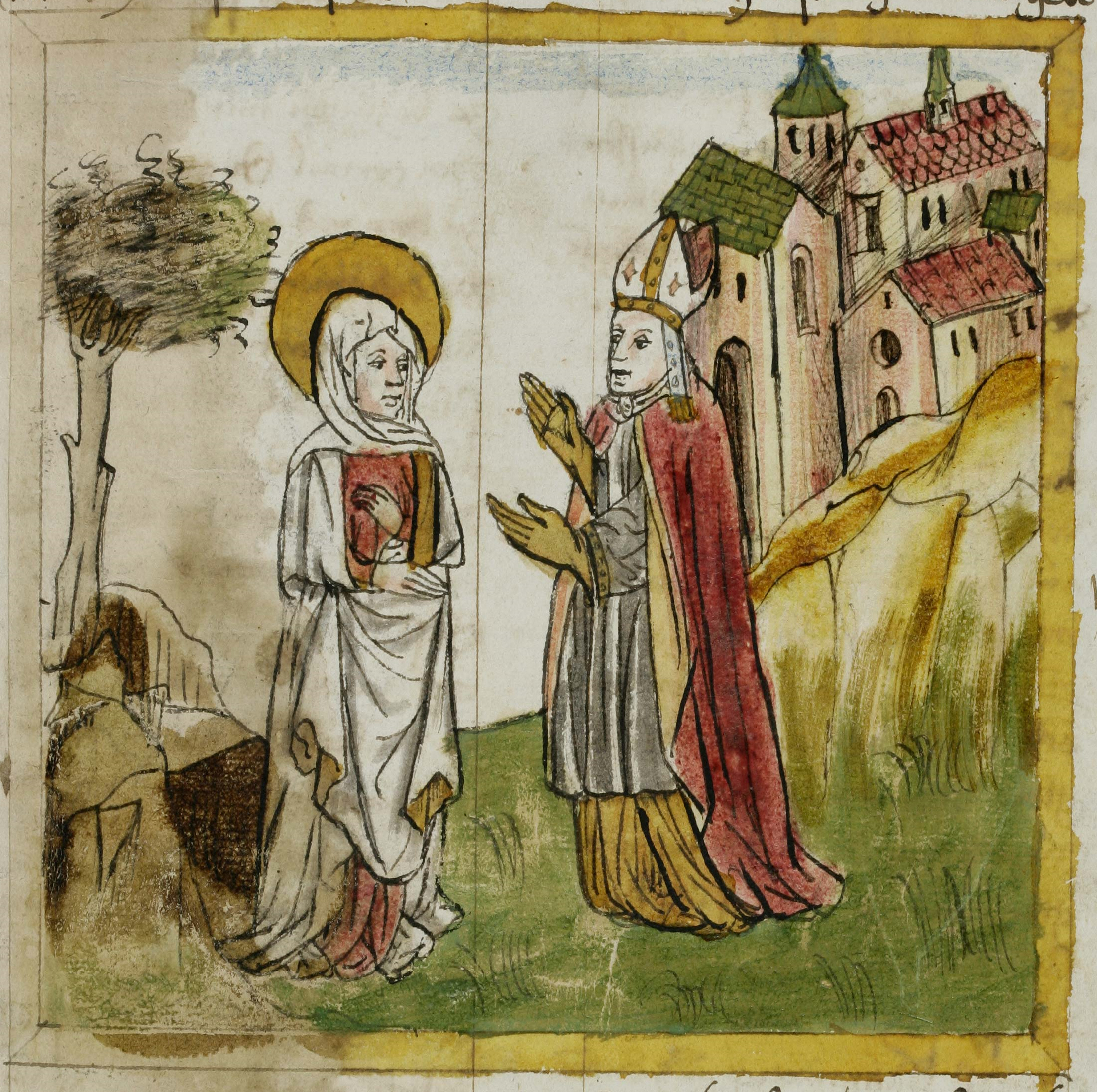
Salomo III van Konstanz (rechts)

Salomo III van Konstanz (ca. 860 - 5 januari 919 of 920) was van 890 tot 919/920 bisschop van Konstanz en tevens abt van Sankt Gallen.
Hij was een achterneef van bisschop Salomo I van Konstanz (gestorven 871) en een broer van Waldo van Freising. Salomo was een student van Notker de Stotteraar. In 890 werd hij bisschop van Konstanz en abt van Sankt Gallen. Naast zijn beschermheer en vriend Hatto van Mainz wist hij door slimheid en ambitie gedreven een belangrijke rol in de geschiedenis van het Oost-Frankische Rijk rond het jaar 900 te spelen.
- Bibliothèque nationale de France: cb12261603z (data)
- Gemeinsame Normdatei: 118964593
- Historisch woordenboek van Zwitserland: 012797
- International Standard Name Identifier: 0000 0000 1032 4552
- Library of Congress Control Number: no2021072508
- Nationale Bibliotheek van Tsjechië: kup19980000086236
- Système universitaire de documentation: 169630870
- Virtual International Authority File: 57414354